# Richard Beaulieu
Pour les articles homonymes, voir Beaulieu.
 (décembre 2018).
Si vous disposez d'ouvrages ou d'articles de référence ou si vous connaissez des sites web de qualité traitant du thème abordé ici, merci de compléter l'article en donnant les références utiles à sa vérifiabilité et en les liant à la section « Notes et références ».
Richard Beaulieu, né en 1961, est un auteur de bandes dessinées, illustrateur et peintre

## Biographie
Plus connu des amateurs de bande dessinée underground sous le nom de Richard Suicide (et parfois de William Parano), il se rattache à la Montreal Comix Scene (un des mouvements de la bande dessinée québécoise), à laquelle appartiennent également Henriette Valium, Julie Doucet et Luc Giard.

## Œuvre
- Si vous ne connaissez pas le sujet, laissez ce bandeau (vous pouvez alors contacter les auteurs).
- Si vous supprimez le contenu mis en cause (vous pouvez préalablement contacter les auteurs),

argumentez précisément cette suppression dans la page de discussion
(un manque de référence n'est pas un argument ; une recherche réelle de référence doit avoir été effectuée, être formellement documentée).
 (décembre 2018).
Essentiellement constituée d’histoires courtes, son œuvre met en scène un univers étrange où pullulent d’innombrables créatures : canards à deux têtes, cochons armés de revolvers, êtres mi-homme mi-pizza, squeegee punks, etc. Son style se caractérise par un mélange des références, à la fois au monde de l'enfance ainsi qu'à celui des adultes. Parmi les thèmes qu’il affectionne, on retrouve notamment la chronique de la misère urbaine, la critique des puissants ou de la pollution chimique[réf. souhaitée].
Graphiquement, outre ses références à la culture cartoon, le style de l’auteur emploie un trait "noir souple", d’une grande lisibilité mais saturant les cases de manière très dense, et des couleurs vives[réf. souhaitée]. Dans certaines histoires, le traitement « empilé » des cases fait que celles-ci semblent vouloir déborder les unes sur les autres. L’auteur affiche en outre une prédilection pour une langue jouale et inventive, volontairement dysorthographique[Interprétation personnelle ?].
Ses histoires se déroulent le plus souvent dans le quartier Centre-Sud de Montréal, et plus particulièrement le coin des rues Cartier et Ontario, que l’auteur qualifie de « centre du monde » (ou de l'univers), comme en témoigne la série de ses « Chroniques de la rue Cartier ». D’ailleurs, en même temps que celles-ci, Pierre Sirois (Siris), un auteur dont il est proche, réalise de son côté Le Zoo de la rue Cartier.
La production de l’auteur se situe largement du côté des fanzines, ce qui explique la difficulté à la retrouver aujourd’hui[Quand ?]. Cependant, celui-ci produit lui-même en 2015 L'os qui pute, compilation de cette production depuis 1984, qu'il décrit comme un « ramassis d'archives semi-exhaustif ». En outre, il a collaboré à la presse culturelle montréalaise, réalisant notamment des strips pour l’hebdomadaire Ici en 1997-98 (compilés dans l’album Strippes) et plusieurs illustrations pour l’hebdomadaire Montreal Mirror. Par ailleurs, il a participé aux éditions 2008 et 2010 de l’événement des 48hBD de Montréal.
Ses peintures à l’acrylique ont été exposées de nombreuses fois, notamment à la micro-brasserie Le Cheval blanc, point de rencontre de la scène bande dessinée à Montréal[réf. souhaitée].
Il travaille également depuis quelques années pour des studios de cinéma d'animation à Montréal.

## Publications

### Albums
- Gonades cosmiques, Zone convective, 1997.
- My Life As A Foot, Conundrum Press, 2007.
- Chroniques du Centre-Sud, Pow Pow, 2014.

### Fanzines
- Bordel de fin de siècle, Éd. Trait indélébile, 1990.
- Neuronnes brûlées (2 numéros), auto-édité, 1990 et 92
- Nowhere comix (2 numéros), auto-édité, 1994-?.
- Vie mystique, auto-édité, 1996.
- Wajlaed Plszinl Ueglavk ?, auto-édité, 1996.
- « Awaye dzigidzine »(Archive.org • Wikiwix • Archive.is • Google • Que faire ?), avec Caro Caron, Kontact, 1996.
- Strippes, auto-édité, 1998.
- 950ML Comix, avec Guim, auto-édité, 2000.
- Puanteur froide #1 (dir.), 2011
- Du manger en canne (illustrations), Mille putois, coll. « Portefeuille », 2011.
- L'os qui pute : Commissures 1984-2015, auto-édité, 2015.

### Participations

#### Collectifs
- Kêkrapules, Atoz éditions/Mille putois, 1993.
- Comix 2000, L’Association, 2000.
- « Tératologie et bienséance primaire » (dess. d'Hélène Brosseau) et « Les mots sont comme des bateaux - sauf le lundi ! » dans Cyclope, t.1, Zone convective, 2000.
- « L'implacable destin d'Edmond Poulet » dans Cyclope, t.2 : L’enfance du cyclope, Zone convective, 2002.
- Mac Tin Tac, Conundrum Press, 2004.
- Montréal, cité bédé / comic city, SBC Galerie d’art contemporain, 2007.
- « Gump Worlsey était un plat régional patagonien » (sc. Denis Lord) dans Le démon du hockey, Glénat Québec, 2011.
- « Gamelin » dans Trip #7, Éd. Trip, 2012.

#### Revues
- Mac Tin Tac, Gogo Guy Publications.
- Ferraille international, Hors série nº1 : Montréal, île secrète de la BD, Les Requins marteaux, 2000.
- Stripburger #31, 2001 ; #40, 2005.

#### Fanzines
- La Tordeuse d’Épinal
- L'angoisse perpétuelle de la photocopie urbaine #1-6, Éd. des Brachycéphales, 1986-87.
- Krypton, 1987-88.
- Rectangle, Éd. Le trait indélébile, 1988-91.
- Bull dog, Éd. Coopératives véto, 1991.
- Le Cyclope achalant, Gogo Guy Publications, 1993.
- 106U  #1-7, Éd. Éric Braün, 1993-2006.
- Chacal puant #8, Éditions Chacal puant, 1994
- Guillotine #1-5, Les Publications Guillotine, 1994-96.
- Wah ! comix #1-6, Éd. G. Boutin, 1994-98.
- Monsieur Swiz, 1996-99.
- L’écorcheur de rétines, Éd. Gratte-Cellules Ink., 1997.
- Fœtus #1-2, Éd. Gratte-Cellules Ink., 1997-98
- La monstrueuse #3, Chacal Puant, 1997.
- Crash, L’Égouttoir, 2006.
- Gorgonzola #14-15, L'Égouttoir, 2008-09.
- Place Émilie-Gamelin, 2011